# Ocyptamus oenone
Ocyptamus oenone är en tvåvingeart som först beskrevs av Hull 1949.  Ocyptamus oenone ingår i släktet Ocyptamus och familjen blomflugor.
Artens utbredningsområde är Jamaica. Inga underarter finns listade i Catalogue of Life.